# دانييلا بيليجريني
دانييلا بيليجريني (بالإنجليزية: Daniella Pellegrini)‏ هي ممثلة جنوب أفريقية، ولدت في 25 سبتمبر 1982.

## وصلات خارجية
- الموقع الرسمي
- دانييلا بيليجريني على موقع IMDb (الإنجليزية)